# Fluoroscopie

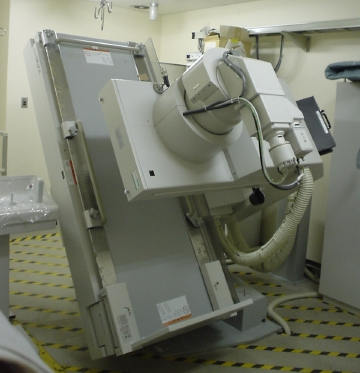
Table de radiologie avec système d'acquisition d'images fluoroscopiques. Aux États-Unis, le détecteur fluoroscopique est positionné au-dessus du patient et le générateur des rayons X en dessous, comme sur cette photo. En Europe, le positionnement est inverse avec le générateur situé au-dessus du patient et le détecteur en dessous.

Examen de déglutition de baryum via fluoroscopie.

La fluoroscopie, ou radioscopie, est une modalité de la radiologie médicale qui consiste à acquérir en instantané des images dynamiques de l'intérieur des structures.

## Historique
Initialement, les radioscopies étaient utilisées de la même manière que les radiographies : au lieu d'obtenir un cliché, le médecin observait en direct l'écran fluorescent. Cette démarche a été abandonnée car elle provoquait une exposition inutilement excessive aux rayons X du patient et du médecin. Le terme de fluoroscope a été proposé en janvier 1896 par H.A. Codman, mais c'est Thomas A. Edison qui l'a imposé avec l'appareil qu'il finalise au printemps 1896. Auparavant, d'autres appareils avaient été proposés : cryptoscope par le professeur italien Salvioni, kinetoskotoscpe puis sciascope chez E.J. Thompson.

## Appareillage

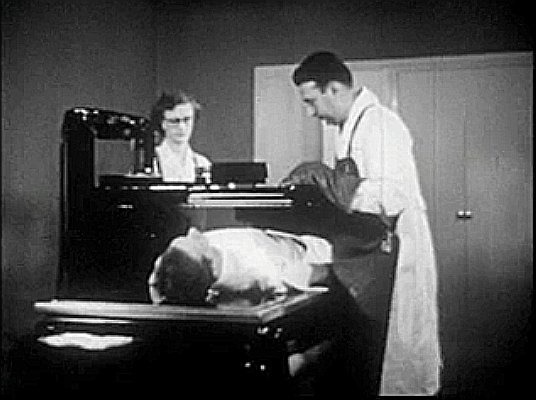
Fluoroscope des années 1950, pour détecter un cancer de l'estomac.

Un système de fluoroscopie est constitué d'un générateur de rayons X capable d'émettre des rayons X pendant plusieurs minutes de manière continue ou de manière pulsée. Initialement, l'image se formait sur un écran fluorescent. Sur les appareils modernes, l'image est acquise au moyen d'un amplificateur de brillance ou de certains capteurs plans capables de fonctionner en acquisition continue. Les images sont rapatriées en instantané vers un écran à partir duquel les opérateurs les analysent.

## Applications
La technique est principalement utilisée en médecine pour le suivi en temps réel d'opérations chirurgicales, pour certains examens où l'évolution de produits injectés dans le corps du patient est suivie à l'écran, ou pour le positionnement précis de patients dans des appareils de radiothérapie ou de protonthérapie.

## Fluoroscopie dans les magasins de chaussure

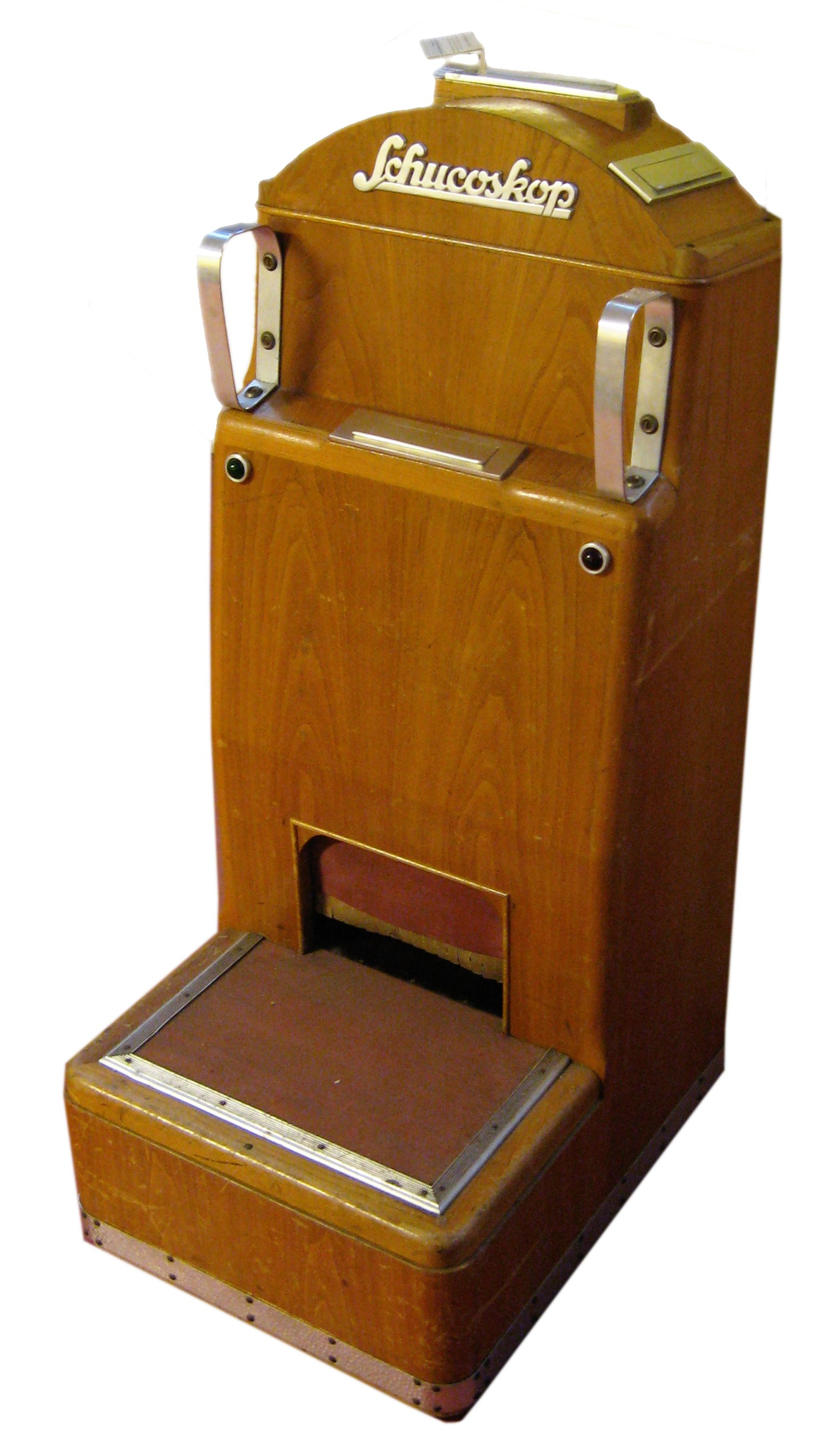
Fluoroscope pour l'essayage de chaussures

La Fluoroscopie a également été utilisée pour assister l'essayage de chaussures dans les magasins aux États-Unis, Canada, Suisse (Bally), France (Bally) et Allemagne.